# Багдад (футбольний клуб, Узбекистан)
Футбольний клуб «Багдад» (Багдад) або просто «Багдад» — узбецький професіональний футбольний клуб з міста Багдад Ферганської області. Розформований 1997 року.

## Назви
- 1991—1992 — «Багдодчи»;
- 1993—1997 — «Багдад».

## Історія
Футбольний клуб «Багдодчи» було засновано в 1991 році в містечку Багдад Ферганської області.В радянських чемпіонатах кращим досягненням клубу було 12-те місце в Другій нижчій лізі Чемпіонату СРСР з футболу 1991 року. В 1993 році команда змінила назву на «Багдад» та зайняла 3-тє місце в Першій лізі чемпіонату Узбекистану. Цей результат став найкращим досягненням в історії клубу.

## Досягнення
- Перша ліга Чемпіонату Узбекистану
  -  Бронзовий призер (1): 1993